# Evig kärlek
Evig kärlek är en sång, skriven av Nanne Grönvall och Peter Grönvall. Den spelades in och framfördes av Nanne Grönvall. Den var ett tävlande bidrag i Melodifestivalen 2003, där den slutade på sjunde plats vid deltävlingen i Luleå. På försäljningslistan för singlar i Sverige placerade den sig som högst på 57:e plats.
På Svensktoppen testades melodin den 16 mars 2003, men missade att ta sig in på listan .

## Singelskivan
Låten släpptes på singelskiva med tre remixer.
1. Evig kärlek (Radio Mix) 3:00
2. Evig kärlek (Two Guys and a Rat Radio Version) 4:01
3. Evig kärlek (Two Guys and a Rat Club Version) 8:02
4. Evig kärlek (Astralmix) 3:04
5. Evig kärlek (Two Guys and a Rat Club Version) Instrumental 8:02

### Listplaceringar
| Lista (2003) | Topplacering |
| ------------ | ------------ |
| Sverige      | 57           |